# KBO 리그 도루 관련 기록 - 팀

## 시즌 기록

#### 최다 도루
| 순위 | 기록  | 팀   | 연도 | 경기수 | 리그 순위 | 감독   | 기타 |
| 1    | 220개 | 롯데 | 1995 |        |           | 김용희 |      |

## 같이 보기
- 한국 프로 야구 도루 관련 기록 - 개인